# Archiv für slavische Philologie
Archiv für slavische Philologie — старейший журнал по славянской филологии, считающийся лучшим в данной области для своего времени. Был основан в 1875 году Игнатием Ягичем и публиковался издательством Weidmannsche Buchhandlung в Берлине. Благодаря историку Теодору Моммзену журнал получил финансовую поддержку Министерства образования Пруссии. Ягич был главным редактором журнала с 1876 по 1920 год (номера 1—37). После смерти Ягича в 1923 году редактором стал Э. Бернекер, выпустивший номера 38—42, однако в 1929 году журнал был закрыт.
Ягич публиковал статьи о фонетике, морфологии и синтаксисе всех славянских языков, о древних славянских памятниках, фольклоре, культуре, мифологии, библиографии и так далее.
Практически все самые выдающиеся славянские и многие неславянские филологи публиковались в этом журнале.